# Stenowithius buettneri
Stenowithius buettneri är en spindeldjursart som först beskrevs av Edvard Ellingsen 1910.  Stenowithius buettneri ingår i släktet Stenowithius och familjen Withiidae. Inga underarter finns listade i Catalogue of Life.